# Las Guayabas
Las Guayabas es una congregación del municipio de Etchojoa ubicada en el sur del estado mexicano de Sonora, en la zona del valle del Mayo. Según los datos del Censo de Población y Vivienda realizado en 2020 por el Instituto Nacional de Estadística y Geografía (INEGI), Las Guayabas tiene un total de 504 habitantes.

## Geografía
Las Guayabas se sitúa en las coordenadas geográficas 26°53'49" de latitud norte y 109°41'20" de longitud oeste del meridiano de Greenwich, a una elevación de 15 metros sobre el nivel del mar.